# Neckeropsis chevalieri
Neckeropsis chevalieri är en bladmossart som beskrevs av Brotherus 1925. Neckeropsis chevalieri ingår i släktet Neckeropsis och familjen Neckeraceae. Inga underarter finns listade i Catalogue of Life.